# Taraf TV
 (juin 2022).
Si vous disposez d'ouvrages ou d'articles de référence ou si vous connaissez des sites web de qualité traitant du thème abordé ici, merci de compléter l'article en donnant les références utiles à sa vérifiabilité et en les liant à la section « Notes et références ».
Taraf TV est une chaîne de télévision roumaine qui diffuse exclusivement des vidéos d'interprètes de musique manele et violon. En 5 février 2005, Taraf TV avait officiellement commencé à diffuser sur les ondes.